# Cérvol mesquer de Caixmir
El cérvol mesquer de Caixmir (Moschus cupreus) és una espècie de cérvol mesquer. Anteriorment se'l considerava una subespècie del cérvol mesquer de muntanya. Viu a l'Himàlaia de l'extrem nord de l'Índia i el Pakistan, al Caixmir, així com al nord de l'Afganistan.